# Titus Lucretius Carus
Titus Lucretius Carus [Lukrécius] (okolo 97 př. n. l. – 55 př. n. l.) byl římský básník a filosof. O jeho životě máme velmi málo spolehlivých zpráv.
Jeho hlavní dochovanou prací je didakticko-epická báseň O přírodě (De rerum natura), sestávající z 6 knih a objasňující Epikúrovo učení. Tvrdí, že příroda se řídí odvěkými zákony, kde vše vzniká, trvá a zaniká. Bohové nemohou zasahovat do světa, který povstal z atomů. Podle něj neexistuje ani podsvětí a bohové žijí v nečinnosti v nebesích, kde se radují ze své blaženosti.